# Marinus Flokstra
Marinus (Rinus) Flokstra, historicus, wonende te Venray, gespecialiseerd in de (laat)middeleeuwse geschiedenis van de kastelen en adel in het voormalige Opper-Gelre, zijnde het huidige Noord-Limburg en het Duitse gebied rond Geldern.
Corrigeerde vele geschiedkundige onjuistheden uit het verleden, met name door de zegels aan de akten te vergelijken en de tekst van de originele akten opnieuw te bekijken. Publiceerde veel met Prof. J.G.N. Renaud, de eerste professor in de kasteelarcheologie.
Werd in 2004 door het Landschaftverband Rheinland onderscheiden met de Rheinlandthaler, wegens zijn verdiensten voor de wederzijdse geschiedenis en de vele publicaties over Opper-Gelre.

## Publicaties
- Bijdragen in verschillende boeken (onder andere Het Hertogdom Gelre 2003)
- Maasgouw (meerdere jaargangen)
- Castellologica (meerdere jaargangen)

Boeken:
- De Borgraeff te Lottum (1992)
- Register op de leenaktenboeken van het Pruisisch Overkwartier van Gelder 1713-1794
- Gelderische Heimatkalender 2003
- Haus Ingenray (2003)
- Kastelen in het Land van Kessel (2005)